# ГЕС Гандек 2
ГЕС Хандек 2 (нім. Kraftwerke Handeck 2) — гідроелектростанція у центральній частині Швейцарії. Є однією з кількох станцій середнього ступеня гідровузла Оберхасіл, створеного у верхів'ях річки Ааре (ліва притока Рейну) та її правої притоки Гадмервассер, які дренують північний схил Бернських Альп.

Вертикальна схема гідровузла Оберхасіл. На червоному тлі позначені електростанції: Хандек 1 — 5, Хандек 2 — 6, Хандек 3 — 7, ГЕС Innertkirchen 1 — 4

Горизонтальна схема гідровузла Оберхасіл. На червоному тлі позначені електростанції: Хандек 1 — 5, Хандек 2 — 6, Хандек 3 — 7, ГЕС Innertkirchen 1 — 4

Джерелом постачання ресурсу на станцію Хандек 2 є:
- водосховище Ретеріксбодензе (висота над рівнем моря 1767) із площею поверхні 0,7 км2 та об'ємом 26,3 млн м3, яке утримує зведена на Ааре бетонна гравітаційна споруда висотою 92 метри та довжиною 456 метрів, яка потребувала для свого спорудження 278 тис. м3 матеріалу[1];

- водосховище Маттенальпзе (висота над рівнем моря 1875) із площею поверхні 0,18 км2 та об'ємом 1,75 млн м3, створеного в долині лівої притоки Ааре Урбахвассер за допомогою бетонної гравітаційної греблі висотою 27 метрів та довжиною 141 метр, яка потребувала для свого спорудження 11 тис. м3 матеріалу[2]. До дериваційного тунелю від (водосховище) також надходить ресурс із двох водозаборів у сточищі Аркенбах (інша ліва притока Ааре).

Тунелі від Ретеріксбодензе та Маттенальпзе сходяться у спільному водяному шлюзі, з якого починається напірна шахта до машинного залу Хандек 2. Останній створений у підземному виконанні та при введенні станції в експлуатацію (1950 рік) був обладнаний чотирма турбінами типу Пелтон загальною потужністю 136 МВт, які працюють при напорі у 463 метри. На початку 2010-х ці турбіни пройшли процес відновлення, за чим у 2012—2016 роках відбулося спорудження другої черги (Хандек 2Е). Від Ретеріксбодензе проклали другий тунель та напірну шахту, які забезпечують роботу турбіни типу Пелтон потужністю 91 МВт. При цьому загальне річне виробництво електроенергії станцією становить 360 млн кВт·год.
Відпрацьована вода відводиться до невеличкого нижнього балансуючого резервуара в долині Ааре, звідки спрямовується на нижній ступінь гідровузла — ГЕС Іннерткірхен 1. Варто також відзначити, що одна з напірних шахт станції використовується у роботі ГАЕС Хандек 3.